# Fritz Schumann (Politiker)
Fritz Schumann (* 8. Dezember 1948 in Garbisdorf) ist ein deutscher Politiker (SED, PDS, ab  1997 SPD), Landwirt, Verbandsfunktionär und Hochschullehrer.

## Leben
Schumann absolvierte nach der 10. Klasse eine Berufsausbildung mit Abitur. Er absolvierte ein Studium der Landwirtschaft an der Martin-Luther-Universität in Halle und promovierte 1975 mit einer Dissertation am Lehrstuhl Physiologie und Ernährung der Kulturpflanzen. Von 1977 bis 1983 war er Vorsitzender der LPG Groß Börnicke im damaligen Kreis Staßfurt und anschließend bis zur Wende 1990 Direktor der Agrar-Industrie-Vereinigung (AIV) in Wanzleben. 
Schumann trat 1975 in die SED ein. Er wurde später Mitglied der SED-Leitung im Kreis Staßfurt bzw. Bezirk Magdeburg. 
Schumann wurde 1990 in die Volkskammer der DDR gewählt. Nach deren Auflösung wurde er Mitglied des Deutschen Bundestags. Dort war er wirtschafts- und agrarpolitischer Sprecher der Bundestagsgruppe PDS/Linke Liste. Dem Bundestag gehörte er bis 1994 an. Nach Leitungstätigkeit in einem Tierproduktionsbetrieb war er von 2002 bis 2014 Hauptgeschäftsführer des Landesbauernverbandes Sachsen-Anhalt. Für diese engagierte Arbeit wurde er mit der Andreas-Hermes-Medaille des Deutschen Bauernverbandes (DBV) ausgezeichnet. 2004 erhielt er einen Lehrauftrag, 2009 eine Professur und Ehrenpromotion am Fachbereich Landwirtschaft (Bernburg) der Fachhochschule Anhalt.